# Sétimo Doutor
O Sétimo Doutor (em inglês:  Seventh Doctor) é uma encarnação do Doutor, o protagonista da série de ficção científica da BBC Doctor Who. Ele é interpretado pelo ator escocês Sylvester McCoy.
Dentro narrativa da série, o doutor é um Senhor do Tempo do planeta Gallifrey que viaja no tempo e no espaço em sua TARDIS, frequentemente com os companheiros. Quando o doutor está gravemente ferido, ele pode regenerar seu corpo; ao fazê-lo, sua aparência e personalidade mudam. McCoy retrata a sétima encarnação com um caráter lunático, pensativo que rapidamente se torna mais camadas, secreto, e manipulador. Seu primeiro companheiro foi Melanie de Bush (Bonnie Langford), uma programadora de computadores que viajou com sua encarnação anterior, e que é logo sucedida por uma adolescente problemática e especialista em explosivos Ace (Sophie Aldred), que se torna sua protegida.
O Sétimo Doutor apareceu pela primeira vez na televisão em 1987. Depois que o programa foi cancelado no final de 1989, as aventuras de Sétimo Doutor continuaram em novelas até o final de 1990. O Sétimo Doutor fez uma aparição no início de Doctor Who, um telefilme de filme 1996, onde o personagem é substituído pelo Oitavo Doutor.

## Visão Geral
Em sua primeira temporada, o Sétimo Doutor começou como um personagem cômico, engajando-se em dundrearyisms ("Tempo e maré derretem o boneco de neve", ou quando a parceira Mel é sequestrada, "Um pássaro na mão mantém o Doutor longe"), interpretando o colheres, e fazendo pratfalls), mas depois começou a desenvolver uma natureza mais escura (ocasionalmente a ser referido como o "Palhaço triste") e levantou a profunda questão de quem o Doutor realmente é. A era do Sétimo Doutor é notória pelo cancelamento de Doctor Who depois de 26 anos. Nota-se também para a Virgin New Adventures, uma série de romances originais publicados 1992-1997, levando a série para além da televisão.
A aparição final do Sétimo Doutor na televisão foi em 1996 com o filme televisivo Doctor Who - O Senhor do Tempo, onde ele regenera para o Oitavo Doutor, interpretado por Paul McGann. Um esboço dele é visto mais tarde no John Smith's, um Jornal de coisas impossíveis na nova série 2007 episódio "Human Nature". Clips holográficas breves do Sétimo Doutor aparecer em "The Next Doctor" e "The Eleventh Hour", e como flashbacks em "The Name of the Doctor".

## Biografia
Quando a TARDIS foi atacada pela Rani, O Sexto Doutor foi ferido e forçado a se regenerar. Após um breve período de confusão pós-regenerativa e amnésia (quimicamente induzida pela Rani), o Sétimo Doutor frustrou os planos da Rani, e voltou seu companheiro Mel para aventuras caprichosas em um bloco de torre estranho e um acampamento galês de férias na década de 1950.
No planeta Svartos, Mel decidiu deixar a companhia do Doutor para que rogue intergaláctico Sabalom Glitz. Também nessa época, o Doutor foi acompanhado pelo adolescente Ace. Embora ele não mencionou isso na época, o Doutor logo reconheceu que um velho inimigo de uma aventura passada, a entidade antigo conhecido como Fenric, fora responsável pela Tempestade do tempo que transportou Ás de 1980 Perivale para Svartos em um futuro distante. Ficando mais secreto e conduzido a partir deste ponto, o Doutor levou Ace sob a sua asa e começou a ensinar-lhe sobre o universo, ao mesmo tempo mantendo-se atento para a trama de Fenric. O doutor começou a tomar uma forma mais ardilosa e abordagem proativa para derrotar o mal, usando o manipulador estelar Gallifreyano nomeado de A Mão de Omega como parte de uma armadilha elaborada para os Daleks que resultou na destruição de seu planeta natal, Skaro. Logo depois, o Doutor usou uma tática semelhante e outro Senhor do Tempo, a relíquia para destruir uma frota Cyberman. Ele projetou a queda do governo opressivo de uma futura colônia humana em uma única noite e encontrou os Deuses do Ragnarok em um circo no planeta Segonax, a quem ele aparentemente lutou ao longo do tempo. Mais tarde, ele se reencontrou com seu velho amigo, o Brigadeiro Lethbridge-Stewart, enquanto lutava contra as forças de uma dimensão alternativa na Terra.
Manipulações do Sétimo Doutor não foram reservadas para seus rivais. Com o objetivo de ajudar Ace confrontar seu passado, ele a levou para uma casa vitoriana em sua cidade natal de Perivale em 1883 que ela tinha incendiado em 1983. Eventualmente, o Doutor enfrentou e derrotou Fenric em uma base naval britânica durante a 2ª Guerra Mundial, revelando parte de Fenric na história da Ace. O Doutor continuou a agir como mentor de Ace, devolvendo-a a Perivale; no entanto, ela optou por continuar viajando com ele. As circunstâncias de sua despedida do doutor não foram mostradas na televisão.
Perto do fim de sua encarnação, ao Sétimo Doutor foi dada a responsabilidade de transportar os restos de seu antigo inimigo O Mestre de Skaro para Gallifrey. Isto provou ser um grande erro; apesar de ter uma forma física limitada, o Mestre foi capaz de assumir o controle da TARDIS do doutor e fazer com que ele pousasse na San Francisco de 1999, onde o Doutor foi baleado por uma gangue no meio de um tiroteio. Ele foi levado para um hospital, onde os cirurgiões removeram as balas, mas confundiu duas vezes o batimento cardíaco do doutor por atrial; sua tentativa de salvar a sua vida em vez causou o Doutor "morrer" com um último grito chocante. Ele é, portanto, o único doutor a ter morrido (involuntariamente) na mão de um de seus próprios companheiros. Talvez devido à anestesia, o doutor não se regenerou imediatamente após a morte, ao contrário de todas as ocasiões anteriores; ele o fez várias horas depois, enquanto estava deitado no necrotério do hospital.
Em "O Tempo e a Rani", o Sétimo doutor dá a sua idade logo após a sua regeneração como "exatamente" 953 anos, indicando que cerca de dois séculos de tempo subjetivo se passou desde sua quarta encarnação foi revelado para ser 759 em "A Operação Ribos" cerca de meio século desde "Revelation of the Daleks" em que o Sexto Doutor afirmou que ele tinha de 900 anos de idade. O renascimento depois da série, no entanto, contradiz episódios anteriores de que institui o Nona doutor como tendo 900 anos de idade em "Aliens of London".

## Personalidade
O Sétimo Doutor tem a mais profunda mudança de atitude de qualquer uma das encarnações do Doutor, começando como alguém desastrado (a ponto de colocar-se em perigo, mas não à custa de sua grande inteligência geral e intenções benevolentes) e progredindo para um conduzido, gamemaster escuro cujos planos para derrotar seus adversários, antigos e novos, iria jogar fora através do espaço e do tempo. Ele geralmente exibia um ar afável, Curioso, experiente, descontraído, excitável, e charmoso. No entanto, quando ele começou a escolher suas batalhas e manter um controle mais apertado sobre os seus segredos - de seus planos a sua própria identidade - ele também apresentou um lado mais grave, contemplativo, secreto, melancólico, e manipulador com correntes de malícia e autoridade (constantemente dando a impressão de que havia mais nele do que parecia à primeira vista).
Como uma espécie de showman, o Doutor, às vezes, age como um palhaço, geralmente preferindo manipular eventos de trás das cenas; bem como sua segunda encarnação, ele estava preparado para interpretar o papel de um tolo a fim de enganar seus inimigos para que o subestimassem, inevitavelmente levando à derrota deles em suas mãos. Ele era um performer físico adepto e implantado com um repertório de truques de mágica, ilusões e arte de fuga para esse efeito, como parte de seus planos. Apesar de suas mais óbvias tendências lunáticas tendo desaparecido ao longo do tempo (particularmente o seu colheres-playing), ele manteve uma predileção por discursos idiossincráticos que ocasionalmente se refere à literatura, lugares comuns e até mesmo comida e bebida em meio a preocupações de maior peso em sua mente. Ele foi compreensivo com os seus amigos (e até os seus inimigos, como Helen A) e um tanto melancólico, às vezes (como durante a partida de Mel e antes da sua decisão de erradicar os Daleks), mas agora colocou maiores encargos sobre si mesmo em nome da proteção do universo. Isso pode tê-lo levado a encobrir suas verdadeiras intenções em mistério e do uso de prestidigitação como convir a sua predileção por desempenho, com efeito, subvertendo as suas qualidades mais alegres para complementar e reforçar os seus heroicos e mais escuras.
Dada a aparência e estatura do Sétimo Doutor, ele foi surpreendentemente capaz de ambos tendo direta e indiretamente o controle das situações que envolvem alienígenas, usando sua inteligência para avaliar e eventos diretos. Preocupado com a foto maior, ele às vezes ignoram os detalhes mais finos e seu planejamento (tantos os mais bem elaborados quanto os improvisados) às vezes tendo resultados e consequências fatais. Quando ele agiu para acabar com as ameaças, era geralmente uma manobra implacável, destrutiva e final. Ele também não estava acima de esconder a verdade de seus amigos e aliados e usá-los, a fim de completar seus esquemas e artimanhas.
Sua tendência para revelar apenas informações selecionadas a seus companheiros bem como qualquer outra pessoa em torno deles, foi utilizada tanto em sua educação e em suas aventuras, como se ele fosse o único que deveria saber todas as respostas e os outros deveriam chegar a suas próprias conclusões. Em dois pontos que ele mesmo abusou da confiança de Ace, uma vez que para desenvolver ela como pessoa e novamente para mantê-la viva (em ambas as ocasiões, libertando-a das más influências que tinha assombrado-a durante sua vida), enquanto que em uma dessas aventuras, ele mostrou grande dificuldade em admitir sua presciência de gravidade da situação quando ela finalmente o confrontou. Apesar do seu imenso carinho por ela, e dela por ele, muitas vezes frustrou-a com sua natureza secreta como seu comportamento estranho, a grande importância dos seus objetivos (especialmente seu foco em obliterar inimigos de seu passado) e seu forte desejo de ambos educa-la e protegê-la que iriam levá-lo para mante-la no escuro e até mesmo subordinar seus sentimentos em relação a ele, a fim de ter sucesso em suas batalhas. Felizmente, sua estreita ligação, quase familiar, ajudou Ace nos últimos movendo os sentimentos de traição às vezes sentia para com o Doutor, em particular por que ele realmente tinha os melhores interesses no coração. Na verdade, enquanto ele parecia ser uma figura despretensiosa, amante de realizar truques de mágica e exibir carisma notável, o Sétimo Doutor foi realmente muito poderosa e calculista, pois ele usaria seus amigos e inimigos como peões em seu elaborado jogo contra  o "mal". Como Ace disse, ele era "bem tortuoso".
Em contraste direto com sua terceira encarnação, este doutor era absolutamente contra a violência de qualquer tipo (como demonstrado em histórias como Battlefield, onde ele para uma batalha meramente ordenando os guerreiros a desistirem) e ele foi totalmente contra o uso de armas de fogo (a ponto de "falar baixo" um soldado condenado a executá-lo em "A Patrulha Felicidade", enfatizando a facilidade de o matar contra a enormidade de acabar com a vida), embora ele também se mostrou capaz de tornar um homem inconsciente com um toque (Battlefield, Sobrevivência). De acordo com os seus hábitos estabelecidos, ele iria usar engenhocas de sua própria invenção, quando a situação exigia, mas nunca como sua jogada final. Em vez disso, ele quase sempre conseguia falar seus inimigos em sua apresentação, muitas vezes em suicídio - talvez o mais memorável em Remembrance of the Daleks, onde ele provocou aparentemente o último Dalek na existência até que ele se auto-destruiu, ou na Luz Santo, onde ele derrota o Luz malévolo batendo em casa a loucura de tentar impedir a evolução (ele emprega variações desta tática de 'falar à morte' em Dragonfire, Prata Nemesis e The Curse of Fenric, embora principalmente para manipular os adversários para garantir o resultado a seu favor).
Este Doutor também exibe características 'alienígenas' que jogam com a percepção de seus sentidos estranhos e, como ele cheira uma maçã e ouve queijo na sobrevivência, e ouve uma maçã brevemente em Delta e os vassalos. Ele também exibiu um talento para a hipnose em várias ocasiões que parecem ser muito mais forte do que em encarnações passadas (Battlefield). O Maior Espetáculo da Galáxia mostra que ele é um artista capaz, realizando uma variedade de conhecidos truques de mágica. Em Santo Luz, ele revela o que o que mais o irrita são: torrada queimada, estações de ônibus, amor não correspondido, tirania e crueldade.

## Traje
A roupa do Doutor nesta encarnação era mais calma do que seu traje anterior, mas idiossincrática como qualquer outra. Ela consistia de uma jaqueta estilo safári off-white com um lenço vermelho paisley usado sob suas lapelas e um lenço correspondente no bolso esquerdo, um relógio de bolso acorrentado à lapela esquerda, uma simples camisa branca, uma gravata de paisley vermelho, um amarelo pullover de inspiração isle justo adornada com marcas vermelhas pergunta e padrões de ziguezague azul e verde, cor de areia tweed xadrez calças, sapato branco/marrom brogued de espectadores, um chapéu estilo Panamá branco colonial com um hatband paisley e aba virada para cima e um guarda-chuva com um punho vermelho em forma de ponto de interrogação. Tal como acontece com os três outros doutores fantasiados durante a era de John Nathan-Turner, o ponto de interrogação acima mencionado marcas no pulôver do Doutor e sua alça de guarda-chuva continuou a marcar o vestuário motivo vermelho que foi introduzido na última temporada do Quarta Doutor e terminou antes da regeneração do Sétimo Doutor.
Embora um equipamento aparentemente casual que refletia a forma inicialmente fácil e lunática do Sétimo Doutor, ele assumiu uma nova luz quando ele tornou-se mais intrigante e preparado em suas missões - para refletir a emergência dos aspectos mais misteriosos e mais escuros de sua personalidade, sua jaqueta, hatband, lenço, lenço e gravata tornaram-se mais suaves e de cor mais escura, agora nas máscaras de Borgonha e marrom. Nas aventuras dos romances, imagens do Doutor nas capas geralmente omitem o pulôver e, eventualmente, ele é retratado em um único terno breasted creme. Em um featurette DVD ("Light In Dark Places") para Santo Luz, quando chamando a atenção para a escolha estilística de atuar em mais da série sem seu chapéu e guarda-chuva, Sylvester McCoy expressa algum desdém para o vestuário, sentindo ele retira um pouco do humor da história. As mudanças em cores tornam o Sétimo Doutor único sob o mandato de Nathan-Turner por alterar muito seu traje; as alterações às roupas usadas por seus três eus anteriores durante este período de produção tendem a ser mais sutis e menos dignas de nota. O próprio traje do Sétimo foi repetidamente revisto durante sua primeira temporada, incluindo inicialmente um lenço tartan vermelho/preto e suspensórios vermelhos, junto com o guarda-chuva de bambuhandle.
No filme televisivo, o traje do Doutor mudou de novo, com um retorno a uma jaqueta leve, agora um tweed castanho claro. Foram-se o ponto de interrogação, pulôver, lenços, laço paisley e ponto de interrogação do guarda-chuva, substituído por um colete vermelho e um, gravata marrom/preta com o padrão zigue-zague. No entanto, o Doutor manteve o seu chapéu Panamá.
O Doutor gostava de usar seu chapéu, guarda-sol e a chave TARDIS, entre outros itens, como suportes físicos, geralmente afetações como vistosas ou para comandar a atenção, enquanto o guarda-chuva também pode ser usado para desarmar e inimigos (Paraíso Towers, Battlefield, Luz Fantasma, Sobrevivência). Como a maioria de seus eus anteriores, o Sétimo tinha um grande número de itens aleatórios nos bolsos, incluindo dispositivos tecnológicos e livros (Dragonfire, Santo Luz). Em uma ruptura de seu passado no entanto, ele falava com um sotaque escocês leve com rolou Rs, em vez de de seus autos passados recebido de pronúncia padrões de fala.

## Aparições

### Televisão
O Sétimo Doutor e Ace apareceram duas vezes na televisão, entre o momento em Doctor Who foi cancelado e o filme televisivo de 1996. A primeira foi em 1990, em um episódio especial da BBC2 programa educativo Pesquisa Fora Ciência. Neste episódio, o doutor agiu como um "quiz show", fazendo perguntas sobre astronomia; Ace, K-9 e "Cedric, do planeta Glurk" foram os competidores. O Sétimo Doutor em seguida, apareceu em 1993 no especial para caridade "Dimensions in Time". Uma imagem do Sétimo Doutor aparece brevemente no Décimo Doutor história "Human Nature", de John Smith Um Jornal de coisas impossíveis, e visões dele aparecer brevemente em "The Next Doctor", "The Eleventh Hour", "Nightmare in Prata "e" The Name of the Doctor ". Ele também aparece no 50º aniversário especial "The Day of the Doctor" ajudando seu passado e futuras encarnações salvar Gallifrey da Guerra do Tempo.

### Romances
Após o fim da série de TV, as aventuras de Doctor Who foram continuados no Virgin New Adventures. O Sétimo Doutor foi objeto de 60 delas entre 1991 e 1997. Suas aventuras também apareceu nas novelas BBC Passado Doutor, veja aqui. (em inglês).

## Estilo de História
Na 24ª temporada, a era do Sétimo Doutor começou com uma abordagem light-hearted, com histórias como a Delta e vassalos claramente destinadas a um público mais jovem. No entanto, nas duas últimas temporadas com Andrew Cartmel como editor do argumento, as histórias logo explorou a verdadeira natureza do Doutor, insinuando segredos obscuros em seu passado. Em Prata Nemesis, Lady Peinforte sugere que ela sabe segredo de ser mais do que apenas um do doutor Senhor do Tempo (cenas deletadas em Remembrance of the Daleks e Survival também se referem a este). Remembrance tem o Doutor usar "nós" quando se refere ao tempo Gallifreyano no início experiências de viagem. Ace também se tornou o foco de um arco de personagem dedicado que foi semeada a partir de sua introdução em diante e proeminente jogado fora durante 26ª temporada.
Com o cancelamento da série, esta evolução nunca foi totalmente jogado fora na série de televisão, mas alguns deles foram revelados no New Adventures.
O romance Lungbarrow é geralmente considerada a conclusão do "Cartmel Masterplan". Nesse romance, o Doutor é revelado para ser a reencarnação do "Outro", uma figura sombria e contemporâneo de Rassilon e Omega da antiga Gallifrey. Lungbarrow foi originalmente planejado para a 26ª temporada, mas o produtor John Nathan-Turner sentiu que revelou também muito das origens do doutor. Foi reformulado para se tornar Fantasma Luz vez.
De acordo com McCoy e editor do roteiro Andrew Cartmel, uma série de Sétimo Doutor histórias tinham a intenção de satirizar ou protestar contra a regra do então primeiro-ministro Margaret Thatcher. McCoy disse ao Sunday Times, em 2010, "A ideia de trazer a política para Doctor Who foi deliberada, mas nós tivemos que fazê-lo muito calmamente e, certamente, não grite sobre isso ... Nós éramos um grupo de pessoas por motivos políticos e parecia que o coisa certa a fazer. No Doctor Who, o tempo utilizado na sátira era colocar mensagens políticas lá fora na maneira que costumava fazer em lugares como a Tchecoslováquia. Nosso sentimento foi de que Margaret Thatcher era muito mais aterrorizante do que qualquer monstro que o doutor tinha encontrado. Aqueles que queriam ver as mensagens viram; outros, incluindo um produtor, não o fez. "Uma história mencionado como tendo um tema anti-Thatcher foi A Patrulha Felicidade em que o tirânico Helen A infelicidade proscrito e observou:" Eu gosto da sua iniciativa, a sua empresa "como seus polícia secreta arredondado para cima dissidentes. O doutor persuadiu "os drones", que trabalharam nas fábricas e minas, a ferramentas para baixo e se erguem em uma revolta, um eco de "greves e impressoras 'os mineiros disputas durante os primeiros dois termos de Thatcher no cargo. editor do roteiro Andrew Cartmel montados vários "jovens escritores com raiva", como Ben Aaronovitch e Rona Munro para produzir histórias que eles esperavam fomentaria anti-Thatcher dissidência.

## Recepção
Em 1990, os leitores da Doctor Who Revista votou doutor McCoy "O melhor doutor", ao longo do eterno favorito Tom Baker.